# سوکامور هیلس (میزوری)
سوکامور هیلس (به انگلیسی: Sycamore Hills) یک روستا (ایالات متحده آمریکا) در ایالات متحده آمریکا است که در شهرستان سنت لوئیس، میزوری واقع شده‌است.
 سوکامور هیلس ۰٫۳۵ کیلومتر مربع مساحت و ۶۶۸ نفر جمعیت دارد و ۲۰۰ متر بالاتر از سطح دریا واقع شده‌است.